# Сувенир (фильм, 1942)
«Сувенир» (азерб. Sovqat) — советский военный драматический короткометражный фильм 1942 года производства Бакинской киностудии.

## Синопсис
Фильм был снят в грозные годы ВОВ о людях, работающих в тылу и ждущие помощи бойцов, переживающие тяжёлые испытания.

## Создатели фильма

### В ролях
Лейла Бадирбейли (в титрах — Лейла Джаванширова) — Айна
Алескер Алекперов — Аяз
Азиза Мамедова
Рза Дараблы
Ахмед Гамарлинский
Рашид Атамалибеков
Мир Махмуд Кязимовский
Мовсун Санани
Исмаил Эфендиев

### Административная группа
режиссёры-постановщики : Гусейн Саидзаде, Ниязи Бадалов
авторы сценария : Имран Гасымов, Энвер Мамедханлы
операторы-постановщики : Аскер Исмаилов, Сейфулла Бадалов
художник-постановщик : Али-Саттар Атакишиев
звукооператор : Илья Озерский
ассистент режиссёра : Мамед Алили
директор фильма : Теймур Хусейнов